# Albaladejo del Cuende (kommunhuvudort)
Albaladejo del Cuende är en kommunhuvudort i Spanien.   Den ligger i provinsen Provincia de Cuenca och regionen Kastilien-La Mancha, i den centrala delen av landet, 140 km sydost om huvudstaden Madrid. Albaladejo del Cuende ligger 882 meter över havet och antalet invånare är 376.
Terrängen runt Albaladejo del Cuende är huvudsakligen platt, men norrut är den kuperad. Runt Albaladejo del Cuende är det glesbefolkat, med 9 invånare per kvadratkilometer. Närmaste större samhälle är Valverde de Júcar, 9,8 km söder om Albaladejo del Cuende. Trakten runt Albaladejo del Cuende består till största delen av jordbruksmark.